# Fox Lake, Illinois
Fox Lake là một làng thuộc quận Lake, tiểu bang Illinois, Hoa Kỳ. Năm 2010, dân số của làng này là 10579 người.

## Dân số
Dân số qua các năm:
- Năm 2000: 9178 người.
- Năm 2010: 10579 người.